# Jonas Lindberg
Jonas Lindberg (12 de octubre de 1997) es un deportista danés que compite en ciclismo de montaña en la disciplina de campo a través. Ganó una medalla de bronce en el Campeonato Europeo de Ciclismo de Montaña de 2018, en la prueba por relevos.

## Palmarés internacional
| Campeonato Europeo | Campeonato Europeo | Campeonato Europeo | Campeonato Europeo         |
| Año                | Lugar              | Medalla            | Competición                |
| ------------------ | ------------------ | ------------------ | -------------------------- |
| 2018               | Graz (Austria)     | Medalla de bronce  | Campo a través por relevos |